# Eddleston
Eddleston, schottisch-gälisch: Baile Ghille Mhoire, ist eine Ortschaft am Nordwestrand der schottischen Council Area Scottish Borders beziehungsweise in der traditionellen Grafschaft Peeblesshire. Sie liegt rund elf Kilometer südlich von Penicuik und sechs Kilometer nördlich von Peebles am Eddleston Water.

## Geschichte
Bereits im 12. Jahrhundert wurde von einer Kirche in Eddleston berichtet. Zweifelsohne wurde der Standort seitdem durchgehend religiös genutzt. Die heutige Eddleston Parish Church stammt aus dem Jahre 1829. Am Westrand des heutigen Eddleston befand sich im 16. Jahrhundert ein Tower House. Dieses wurde spätestens in der zweiten Hälfte des 19. Jahrhunderts zu einem Herrenhaus namens Black Barony (auch Barony Castle) ausgebaut. Auf dem Gelände des heute als Hotel genutzten Herrenhauses entstand in den 1970er Jahren mit der Great Polish Map of Scotland eine dreidimensionale topographische Landkarte Schottlands.
Um 1735 erwarb der Earl of Portmore einen Teil der Ländereien von Blackbarony und legte damit den Grundstein für Portmore House. Es war jedoch William Forbes Mackenzie, der als Konservativer Abgeordneter den Wahlkreis Peeblesshire vertrat, der Portmore House im Jahre 1850 nach einem Entwurf des schottischen Architekten David Bryce erbauen ließ.
Im Rahmen der Zensuserhebung 1971 wurden in Eddleston 141 Einwohner gezählt. Dies entsprach einer Abnahme von 40 Personen innerhalb von zehn Jahren.

## Verkehr
Eddleston ist direkt an der A703 gelegen, die Penicuik mit Peebles verbindet. In den Städten besteht Anschluss an  die von Edinburgh nach St John’s Town of Dalry führende A702 beziehungsweise an die A72 (Galashiels–Hamilton).
Im Jahre 1855 erhielt Eddleston einen eigenen Bahnhof entlang der neueröffneten Peebles Railway, die Peebles mit Edinburgh verband. Im Februar 1962 wurde die Strecke jedoch aufgelassen und der Bahnhof geschlossen. Am Beginn der Station Road quert die von der A703 abzweigende Straße auf der denkmalgeschützten Eddleston Bridge das Eddleston Water.